# Kistskäret (vid Rosala, Kimitoön)
Kistskäret är en ö i Finland. Den ligger i Skärgårdshavet eller Norra Östersjön och i kommunen Kimitoön i landskapet Egentliga Finland, i den sydvästra delen av landet. Ön ligger omkring 71 kilometer söder om Åbo och omkring 140 kilometer väster om Helsingfors.
Öns area är 9 hektar och dess största längd är 0,5 kilometer i öst-västlig riktning. Ön höjer sig omkring 15 meter över havsytan.